# 菊池武徳

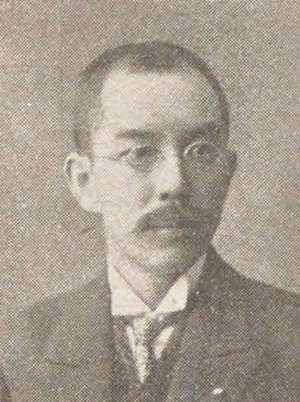
菊池武徳

菊池 武徳（きくち たけのり、1867年8月22日（慶応3年7月23日） - 1946年（昭和21年）2月11日）は、ジャーナリスト、政治家。息子はジャズピアニストの菊池滋弥。

## 経歴
陸奥国弘前生まれ。
1887年（明治20年）4月に慶應義塾別科を卒業。ただちに『時事新報』の記者となり、1892年（明治25年）に『朝野新聞』に移りのちに社長。次いで雑誌『演芸画報』『新世紀』社長に就任し、自然主義派の小説家を排して村井弦斎の小説を掲載。1903年（明治36年）の第8回衆議院議員総選挙に青森県弘前市から出馬し、1915年（大正4年）まで、第10回総選挙を除き衆議院議員（4期）。
又新会の創立に参加し、代表幹事。のちに立憲政友会に移る。ほか、筑豊鉄道（後の九州鉄道）の経営に携わり、門司市参事会員、日宝石油会社取締役、吾妻牧場会社監査役などを務める。

## 編著書
- 『中上川彦次郎君』人民新聞社出版部 1903
  - 復刻『中上川彦次郎君 伝記・中上川彦次郎』大空社 2000
- 『保護政策論一班』博文館 1903
- 『女性学』菊池武徳 (秋叟)  朝野通信社 1906
- 『政党一新論 憲政と大隈伯等』演芸画報社 1915
- 『対露問題』東亜社 1923
- 『混線の支那』籾山書店 1924
- 『日本木材界人物伝 第1巻 (名古屋版)』日本木材界人物伝編纂部 1927
- 『日本木材界人物伝 第2巻 (東海版)』日本木材界人物伝編纂部 1928
- 『明治史の裏面名士と名妓』菊池秋叟 ダイヤモンド社 1937
- 『伯爵珍田捨巳伝 明治・大正・昭和外交史料』編 共盟閣 1938
  - 復刻「日本外交史人物叢書　第7巻」ゆまに書房、2002年

### 翻訳
- ウヰリアム・マテュース『処世之法』抄訳 泰山書房 1887
- オメーラ『那破翁島物語 巻1』恵愛堂 1893